# L'amante di sé medesimo
L'amante di sé medesimo è un'opera teatrale in 5 atti di Carlo Goldoni. Scritta nel luglio del 1756 a Colorno e rappresentata per la prima volta a Milano nel settembre dello stesso anno a cura dello stesso autore, fu accolta molto favorevolmente dal pubblico milanese, tanto che venne replicata quattro volte in pochi giorni.

## Trama
La scena si svolge prima nel Castello di Monte Rotondo, poi in casa di don Mauro e quindi in casa del Commissario.
Il Conte dell'Isola, scapolo impenitente che ama solo godersi la vita e che fa soffrire le varie donne che lo circondando (Finor nel mar d'amore fui un corsaro audace, che depredando andava gioie, diletti e pace), finirà conquistato dalle lacrime di Donna Bianca. 

## Poetica
Scrive Goldoni nella prefazione alla commedia: Quando dico l'Amante di sé stesso, mi figuro un Uomo non trasportato da veruna passione, ma ragionevole, padrone di sé medesimo, che sente l'umanità, e gli appetiti, e i piaceri, ma che nell'occasione di prevalersi di alcuni beni, o di alcuni comodi, cerca di appagare sé stesso, senza assoggettarsi agli usi molesti della società [...]. L'uomo appassionato non sa distaccarsi; l'uomo debole soffre con dispiacere la sua catena; il politico per convenienza sta saldo. L'amante di sé stesso la pianta a drittura. Dicono alcuni: Per una sì fatta ragione l'Amante di sé stesso non dovria maritarsi, temendo la noia di una indissolubil catena. Dirò a tal proposito, che così pensa chi ama veramente sé stesso, ma all'incontro il mio Protagonista ha tante prove di virtù, di fedeltà, di amore della sua Bella, che si reputerebbe infelice a perderla, e per amor proprio la sposa.